# مير أباد (تشالدران)
مير أباد (بالفارسية: میرآباد) هي قرية تقع في قسم ببه‌جيك (مقاطعة تشالدران) في إيران. يقدر عدد سكانها بـ 270 نسمة بحسب إحصاء 2016.